# Philipp Lackner
Philipp Lackner (31 gennaio 2000) è un ex sciatore alpino austriaco.

## Biografia
Specialista delle prove veloci originario di Flachau e attivo dal novembre del 2016, in Coppa Europa Philipp Lackner ha esordito il 20 dicembre 2018 ad Altenmarkt-Zauchensee in supergigante (64º), ha conquistato il miglior risultato il 18 gennaio 2021 a Zinal nella medesima specialità (5º) e ha preso per l'ultima volta il via il 22 dicembre 2022 a Sankt Moritz in discesa libera (50º), sua ultima gara in carriera. Non ha debuttato in Coppa del Mondo e non ha preso parte a rassegne olimpiche o iridate.

## Palmarès

### Coppa Europa
- Miglior piazzamento in classifica generale: 103º nel 2021

### Campionati austriaci
- 1 medaglia:
  - 1 argento (supergigante nel 2020)